# Véronique Barrault
Pour les articles homonymes, voir Barrault.
Véronique Barrault, née le 13 février 1958, dans le Paris 14e, et morte le 3 mai 2022 à Camblanes-et-Meynac, en Gironde, est une actrice française.

## Biographie
Véronique Barrault s'est formée au Cours Tsilla Chelton et à l’Atelier international de Théâtre Blanche Salant. Elle a connu ses premiers succès au théâtre, à l'époque du Splendid et du Café de la Gare, sous le pseudonyme de « Coquillette ». En 1995, son rôle de Blanche-Neige dans la reprise de la pièce Elle voit des nains partout restera dans les annales[réf. nécessaire]. Patrice Leconte la fait débuter devant les caméras dans Les Bronzés font du ski, sorti en 1979.  Elle joue ensuite de nombreux seconds rôles au cinéma, avec Josiane Balasko, Alain Chabat ou Charlotte Gainsbourg. En 2002, elle joue le premier rôle dans la pièce Un vrai bonheur de Didier Caron. Elle s'est consacrée les dernières années à la mise en scène et au coaching d’acteurs.
Le 3 mai 2022, Véronique Barrault meurt à l'âge de 64 ans dans un accident de la route en Gironde. Passagère d’une moto, celle-ci est percutée par une voiture sur une petite route de la commune de Camblanes-et-Meynac au sud-est de Bordeaux,.

## Filmographie

### Cinéma
- 1979 : Les bronzés font du ski de Patrice Leconte : l'infirmière de Jérôme
- 1982 : Le Quart d'heure américain de Philippe Galland : la secrétaire
- 1984 : Marche à l'ombre de Michel Blanc : la vendeuse du supermarché
- 1985 : Blanche et Marie de Jacques Renard : la fleuriste
- 1985 : Le Mariage du siècle de Philippe Galland : l'habilleuse
- 1987 : Mon bel amour, ma déchirure de José Pinheiro : Clémentine
- 1987 : Les Keufs de Josiane Balasko : la brune chez Mme Lou
- 1988 : Trois sœurs de Margarethe Von Trotta : Zaïra
- 1991 : Ma vie est un enfer de Josiane Balasko : l'infirmière de l'hôpital
- 1994 : Gazon Maudit de Josiane Balasko : Véro
- 2003 : Sept ans de mariage de Didier Bourdon : Chantal
- 2005 : Un vrai bonheur, le film de Didier Caron : Cécile
- 2005 : Palais royal ! de Valérie Lemercier : Frédérique Dianausoa
- 2005 : L'Enfer de Danis Tanović : un professeur
- 2006 : Un ticket pour l'espace d'Éric Lartigau : l'attachée de presse
- 2006 : Prête-moi ta main d'Éric Lartigau : Catherine
- 2007 : La Vie d'artiste de Marc Fitoussi : la directrice du casting Étoiles
- 2008 : Cliente de Josiane Balasko : Madame Vandame
- 2009 : Erreur de la banque en votre faveur de Michel Munz et Gérard Bitton : Marianne
- 2012 : Les Hommes à lunettes d'Éric Le Roch
- 2013 : Les Reines du ring de Jean-Marc Rudnicki : la référente ASE
- 2016 : Joséphine s'arrondit de Marilou Berry : la bigote

### Télévision
- 1981 : Guignol, le retour (série télévisée)
- 1984 : Hôtel de police (série télévisée) - Saison 1
- 1986 : La bague au doigt (série télévisée)
- 1992 : Les Nuls (émission TV)
- 1992 : Maigret (série télévisée) - Épisode Maigret et les plaisirs de la nuit : Betty
- 1993 : Mistinguett, une histoire d'amour (téléfilm)
- 1995 : Julie Lescaut (série télévisée) - Épisode Double rousse : Madame Vincent
- 2000 : Affaires familiales (série télévisée)
- 2005 : Engrenage (série télévisée) - Saison 1, épisode 8 : la médecin de l'hôpital
- 2006 : Psycho-Fiction - L'estime de soi (série télévisée)
- 2010 : Julie Lescaut (série télévisée) - Épisode La morte invisible
- 2017 : Section de recherches (série télévisée) - Épisode Grande redistribution : Brigitte Cros

## Théâtre
- Le Déclin de l'empire américain de Denys Arcand[4]
- Les Cravates léopard d'Éric Civanyan
- Elle voit des nains partout de Philippe Bruneau
- Thé à la menthe ou t'es citron ? de Patrick Haudecœur[5]
- L'Ex-femme de ma vie de Josiane Balasko
- Le Sexe faible d'Édouard Bourdet
- Un monde merveilleux de D. Caron et E. Laborie
- Un vrai bonheur de Didier Caron
- Les Vérités vraies de Didier Caron
- À fond la caisse de F. Didier
- Tailleur pour dames d'Agnès Boury[6]
- Nous deux d'Alain Chalumeau et Philippe Chauveau (mise en scène)
- À mort les jeunes ! de Debrach et Jean Martiny (mise en scène)
- Silence on tourne ! de Patrick Haudecœur et Gérald Sibleyras, mise en scène Patrick Haudecœur, théâtre Fontaine